# Premio dell'iniziativa europea
Il Premio dell'iniziativa europea (Prix de l'initiative européenne) è un premio di giornalismo, creato nel 2003 dalla Maison de l'Europe de Paris e dal Club de la Presse européenne con l'attivo sostegno del Parlamento europeo.
Il Premio dell'iniziativa europea viene attribuito ogni anno a protagonisti del mondo dell'informazione (giornalisti o media) distintisi in modo particolarmente significativo per la loro attività relativa all'edificazione e all'integrazione dell'Europa comunitaria. La cerimonia di consegna dei premi ha luogo nel mese di giugno alla Maison de l'Europe de Paris, situata nella prestigiosa cornice dell'hôtel de Villiers, palazzo risalente al XIX secolo, propriétà del comune di Parigi, nel 17e arrondissement di Parigi.
La cerimonia per la consegna dei premi ai giornalisti e ai media è abitualmente preceduta da un dibattito sull'attualità comunitaria e sulle sfide dell'integrazione europea. La giuria del premio – guidata dalla signora Catherine Lalumière, presidente della Maison de l'Europe di Parigi – è composta da intellettuali europei attivi sul fronte della costruzione comunitaria. Il premio è costituito da un diploma d'onore e da un oggetto d'arte, offerto dal Parlamento europeo. Di norma vengono attribuito ogni anno tre premi, tutti « ex æquo ».

## Lista dei vincitori

### Edizione 2004
24 giugno 2004
- magazin europeo via internet « Cafebabel.com »
- La trasmissione « Cause Commune » di France Culture
- Anne-Marie Autissier per la sua rivista « Culture Europe International»
- Il quotidiano « La Croix » per le sue pagine sull'Europa

### Edizione 2005
23 giugno 2005
- Christine Ockrent per la trasmissione «France Europe Express» su France 3
- François-Régis Hutin, presidente e direttore generale del gruppo editoriale « Ouest France »

### Edizione 2006
28 giugno 2006
- Ferdinando Riccardi, Marina Gazzo, editore e redattrice capo dell'« l'Agence europe »
- Gérard Lignac, presidente e direttore generale del gruppo editoriale del quotidiano « Les Dernières Nouvelles d'Alsace »
- Bernard Guetta, giornalista editorialista alla radio « France Inter » e al settimanale « l’Express »

### Edizione 2007
27 giugno 2007
- Jérôme Clément, presidente della rete televisiva franco-tedesca ARTE
- Daniel Vernet, commentatore di politica estera del quotidiano « Le Monde »
- Laurence Aubron del sito « Eur@dionantes »

### Edizione 2008
26 giugno 2008
- Françoise Crouïgneau, caposervizio esteri del quotidiano economico « Les Échos »
- Philippe Dessaint animatore della trasmissione  « Kiosque » sul canale satellitare mondiale TV5 Monde
- Jean-Pierre Gouzy, ex presidente dell'Association des Journalistes européens

### Edizione 2009
30 giugno 2009
- Véronique Auger, redattrice capo del desk europeo della rete televisiva pubblica France 3
- Courrier International
- Quentin Dickinson, di Radio France

### Edizione 2010
30 giugno 2010
- Paul Germain, della trasmissione « Le Bar de l'Europe » TV5 Monde
- Stéphane Leneuf, della trasmissione « Le Téléphone sonne – spécial Europe » – France Inter
- Jean Quatremer, corrispondente a Bruxelles del quotidiano francese Libération

### Edizione 2011
28 giugno 2011
- Daniel Desesquelle, della trasmissione « Carrefour de l'Europe », RFI
- Alberto Toscano, giornalista e scrittore italiano
- Pascal Verdeau, giornalista alla tv pubblica France 3

### Edizione 2012
26 giugno 2012
- Nicolas Gros-Verheyde, del sito web « Bruxelles2 »
- Érik Izraelewicz, direttore del quotidiano Le Monde
- Stefan de Vries, giornalista olandese

### Edizione 2013
20 giugno 2013
- Katallin Landaburu, France 24
- Rudolf Chimelli, giornalista
- Euronews

### Edizione 2014
26 giugno 2014
- Yves BERTONCINI, Notre Europe –Institut Jacques Delors e Thierry CHOPIN, Fondation Robert Schuman : « Des visages sur des clivages : les élections européennes de mai 2014 »

- EUROPAVOX

- PUBLIC SENAT

### Edizione 2015
18 giugno 2015
- Cartooning for Peace
- Eurochannel
- « Journées Europe » de L'OBS

### Edizione 2016
14 giugno 2016
- Christophe AYAD, membro del Panama Papers, giornalista di Le Monde
- Franck Bourgeron, direttore de La Revue Dessinée
- Daniel Cohn-Bendit per la sua attività giornalistica
- France Télévisions